# First Strike (film)
First Strike (Ging chaat goo si 4: Ji gaan daan yam mo) è un film del 1996, diretto da Stanley Tong, è il quarto capitolo della serie di film Police Story.

## Trama
Mentre lavora per la CIA, l'ispettore Chan Ka-kui (soprannominato Jackie) viene assegnato a seguire le tracce di un caso di contrabbando nucleare e segue, perciò, una donna di nome Natasha in Ucraina. Quando si rende conto che stava nascondendo informazioni vitali, Ka-kui chiede il backup e lei viene successivamente arrestata. Tuttavia, il partner di Natasha è un uomo sconosciuto, che risulta essere Jackson Tsui, uno scienziato nucleare cinese-americano con legami con la CIA, sospettato di aver rubato una testata nucleare. Ka-kui/Jackie segue Tsui in un'area riservata e, dopo una trappola creata dallo stesso Tsui, gli agenti della CIA insieme alle autorità ucraine si danno battaglia. Ka-kui trova una valigetta contenente prove contro Tsui, ma mentre viene inseguito da forze sconosciute, Ka-kui perde la valigetta mentre cade in acque ghiacciate.
Dopo essersi, per fortuna, ripreso, l'ispettore va in Russia, dove incontra il colonnello Gregor Yegorov che spiega la situazione. Jackie va con l'FSB e viene portato a Mosca dove scopre che gli è stato assegnato il compito di lavorare con Gregor per risolvere un caso simile che coinvolge il contrabbando di armi nucleari fuori dall'Ucraina: il suo compito è proprio quello di rintracciare Tsui, scomparso dopo il loro ultimo incontro. Viene portato da un sottomarino russo a Brisbane, in Australia, dove Annie Tsui, sorella minore di Jackson, lavora in un acquario per spettacoli di squali. Zio 7, padre di Jckson e Anna e capo della Triade locale, è gravemente malato e Jackie sospetta che il criminale suo figlio si presenterà presto. Ancora sconosciuto a Ka-Kui, Tsui si nasconde presso l'ospedale e ha già dato una testata nucleare (mascherata da piccola bombola di ossigeno) ad Annie, che la nasconde nell'acquario (senza sapere di cosa tratta davvero) nella pozza dello squalo.
Mentre segue Annie, Jackie viene ostacolato da Jackson Tsui, che afferma di avere un accordo con Gregor. Ka-kui, e realizza perciò di essere stato usato da Gregor: decide quindi di tornare a casa, ma due uomini vengono mandati per ucciderlo e, fallendo, riescono a far incastrare Jackie per l'omicidio dello Zio 7. Jackie tenta quindi ripulire il suo nome andando a trovare Annie nella sala del memoriale, ma non essendo gradito, deve combattere le guardie del corpo della famiglia fino a quando Jackson Tsui arriva e spiega, pacatamente e di sua spontanea volontà, che Gregor lo aveva preso per un incarico della CIA tre anni prima e lo aveva costretto a trasformarsi in un agente triplogiochista. Jckson Tsui è quindi un agente della CIA, apparentemente trasformato dall'FSB, ma che in realtà al servizio dei piani criminali privati di Gregor: vuole quindi vendicarsi di Gregor, che oltretutto non gli ancora dato i soldi che gli aveva promesso.
Il fratello e la sorella Tsui e Jackie decidono quindi di lavorare insieme per trovare Gregor e cerare di farlo parlare: lo incontrano al Chinatown di Brisnane in occasione dell'elaborato funerale di Zio 7, che però diventa la scena di una sparatoria complessa tra le varie parti e Greogor viene solo colpito da un pugno da parte di Jackson Tsui.
Annie e Jackie tentano di recuperare la testata rubata dalla pozza dello squalo (in modo che possano restituirla alla polizia), ma Gregor e i suoi uomini li seguono, giungendo a un confronto sott'acqua. Durante il combattimento, Gregor spara all'acquario e frantuma il vetro, liberando lo squalo assassino. Durante la confusione, Gregor fugge con la testata e rapisce Annie fuggendo con una barca. Ka-kui salva i turisti dallo squalo e insegue Gregor. Mentre Gregor fugge sulla barca, Jackie trova e guida una macchina da esposizione FTO Mitsubishi, riuscendo a recuperare con successo la testata e salvare Annie.
Gregor e Jackson Tsui (quest'ultimo pentito) vengono arrestati dalla polizia australiana e consegnati alle autorità russe. Il caso è stato risolto e Ka-kui viene ringraziato per il suo lavoro da parte dell'FSB e torna a lavorare a Hong Kong.

## Sequel
First Strike è l'ultimo film della saga originale, ma nel 2004 e nel 2013, uscirono due reboot che riavviano la saga:
- New Police Story, diretto da Benny Chan ed interpretato da Jackie Chan (2004)
- Police Story: Lockdown, diretto da Sheng Ding ed interpretato da Jackie Chan (2013)